# 丹大铁路
丹大铁路是一条连接辽宁省丹东市辖区和前阳镇的铁路。铁路全线位于丹东市境内，始建于1940年4月。目前全线不办理客运及货运服务，是丹东港的疏港铁路。
主线经南丹东、三道沟等地至大东港，全长30.4公里。另有一条三道沟至浪头的岔线，长5.5公里。

## 历史
该线是日本修建“东边道纵贯铁道“计划的一部分。原拟从鸭绿江口的大东港为起点，连接安仁线（安东至桓仁），通仁线（通化到桓仁）直达长图线上的明月沟站，构成“东边道纵贯铁道"陆海联运运输线。1929年5月由满铁工务局改良课进行勘测设计，设计内容包括：安大线、安东铁路枢纽及大东港港站线路。技术标准为：轨距1435毫米；路基顶宽5.5米；钢轨每米40公斤B型，每节10米长钢轨铺木枕17根；混砂道床，枕下厚25厘米；线路最大坡度7.5‰；最小曲线半径200米；桥梁设计载重L一20级。
满铁奉天建设事务所承担施工，修筑工程从1940年4月开始，先行修筑安东经南安东、三道沟至浪头段路基和桥涵，至年末，该段铁路路基和7座中小桥陆续完工。1941年1月开始铺轨，3月底铺峻。4月安东至南安东间7.3公里办理临时营业。南安东至浪头段8.6公里只通货车，运送建厂器材。
三道沟以西到大东港段，至1945年8月日本投降时，只修筑10余公里路基，完成2座钢筋混凝土小桥。
1950年，因国防需要，继续修建丹大线，从三道沟信号所接起，利用长约4公里旧路基，线路右向展筑至前阳，铺轨20.9公里。全铁路修建线设锦江、南安东、三道沟、金板、东港5个车站。运营后，逐年分段进行线路中修，1985年完成全线换轨。
到1995年末，丹大线线路延展总长44.2公里，其中正线30.4公里，站线8.6公里，其他5.2公里；营业长度26公里；正线每米50公斤钢轨23.8公里、43公斤钢轨6.6公里；全线有桥梁23座、558延长米，涵渠45座、384延长米；最小曲线半径200米；最大坡度9.5‰；线路允许速度每小时50公里。